# Ours brun de l'Oussouri
Ursus arctos lasiotus
Sous-espèce
Statut de conservation UICN

 LC  : Préoccupation mineure
Synonymes
- baikalensis Ognev, 1924
- cavifrons (Heude, 1901)
- ferox Temminck, 1844
- macneilli Lydekker, 1909
- melanarctos Heude, 1898
- yesoensis Lydekker, 1897

L'Ours brun de l'Oussouri (Ursus arctos lasiotus), également connu sous le nom d'Ours brun d’Ezo ou de Grizzli noir, est une sous-espèce de l'Ours brun ou de la population d'ours bruns eurasiens (Ursus arctos arctos). L'Ours de l'Oussouri est l'un des plus gros ours bruns, sa taille pouvant approcher celle de l'Ours kodiak. Il n'est pas de la même sous-espèce que le Grizzli.

## Description

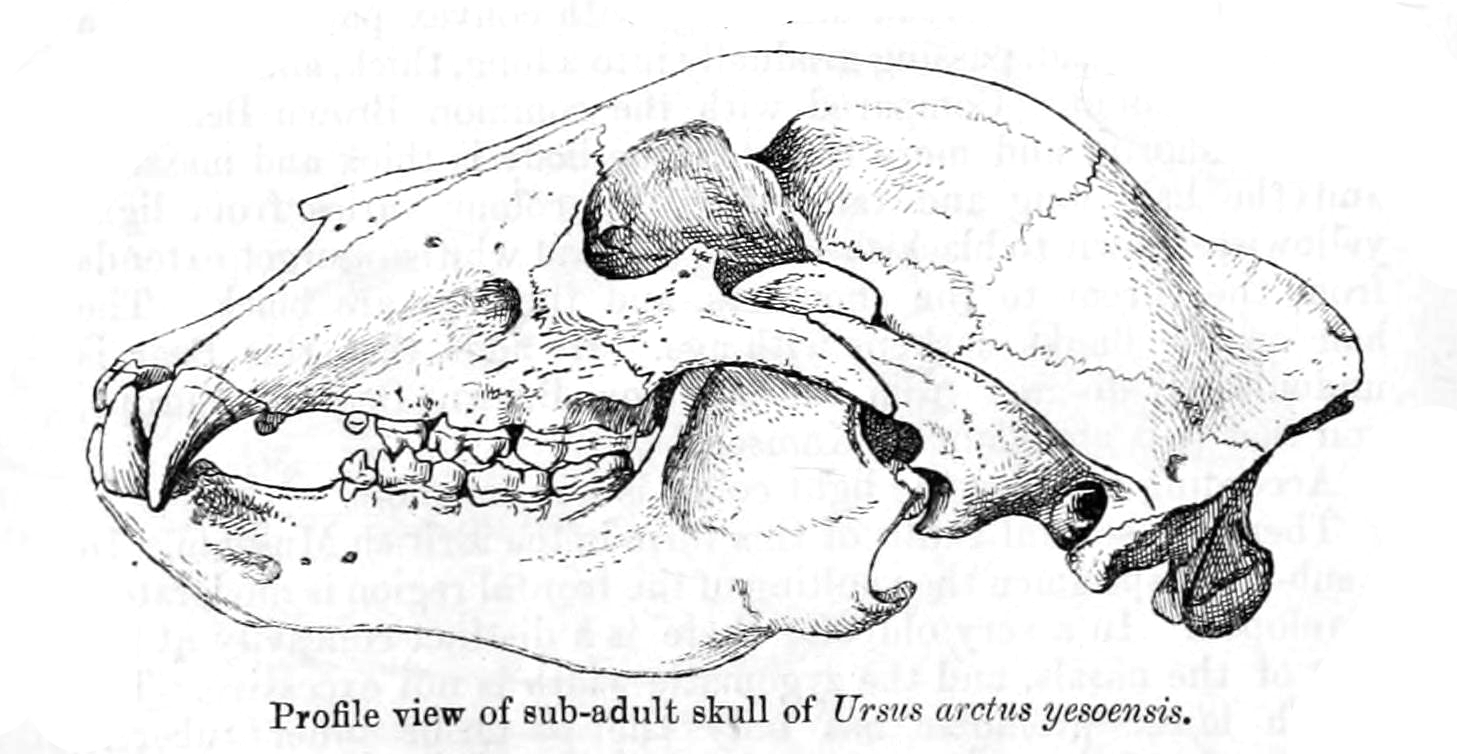
Crâne.

Il est très similaire à l'ours brun du Kamtchatka, bien qu'il ait un crâne plus allongé, un front moins élevé, des os nasaux un peu plus longs et des arcades zygomatiques moins séparées. Il est de plus un peu plus sombre, certains individus étant complètement noirs, ce qui a parfois conduit à la spéculation maintenant réfutée que les individus noirs étaient des hybrides d'ours bruns et d'ours noirs d'Asie[réf. nécessaire]. Les mâles adultes ont des crânes de 38,7 cm de long et de 23,5 cm de large[réf. nécessaire]. Ils peuvent être parfois plus grands que leurs homologues du Kamtchatka : le plus grand crâne, mesuré par Sergueï Ognev (1931), n'était que légèrement plus petit que celui du plus grand Ours kodiak (la plus grande sous-espèce d'ours bruns) enregistré à l'époque.

## Comportement et biologie

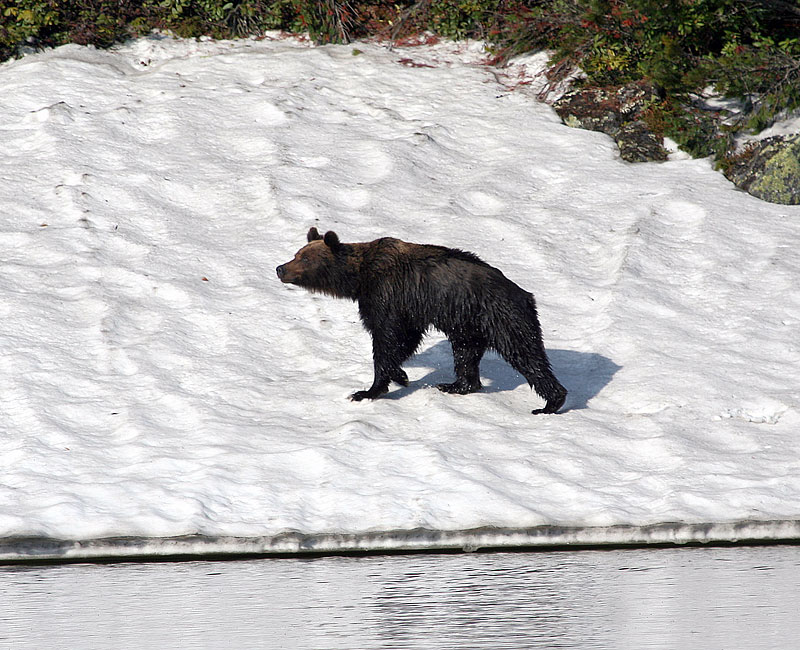
Ours brun de l'Oussouri marchant dans la neige.

Sur la péninsule de Shiretoko, en particulier dans la zone appelée « Banya », de nombreuses femelles, avec leurs oursons, s'approchent souvent des pêcheurs et passent du temps auprès d'eux. Ce comportement unique a été constaté pour la première fois il y a plus d'un demi-siècle, sans aucun accident ni victime humaine. On suppose que les femelles ont ce comportement pour éviter les mâles adultes agressifs potentiellement dangereux pour les oursons.

### Habitudes alimentaires
Bien que les ours bruns de l'Oussouri soient principalement végétariens, étant de très grands prédateurs, ils sont capables de tuer n'importe quelle proie. À Sikhote-Aline, ils vivent principalement dans des tanières creusées à flanc de colline, bien qu'ils se reproduisent parfois dans des affleurements rocheux ou s'installent au sol[réf. nécessaire]. Les rencontres sont rares avec les ours noirs voisins (Ursus thibetanus ussuricus), car ils vivent à des altitudes plus élevées et sur des pentes plus raides. Ils peuvent à de rares occasions attaquer leurs petits cousins noirs.
À Sakhaline, au printemps, les ours bruns se nourrissent de myrtilles rouges, de fourmis et de cadavres de l'année précédente ; à la fin de la saison, ils se concentrent sur les pousses et les rhizomes des herbes hautes. Dans la partie sud de l'île, ils se nourrissent principalement de cadavres, ainsi que d'insectes et de rameaux d'érable[réf. nécessaire]. Au printemps à Sikhote Alin, ils se nourrissent de glands, de noix de Mandchourie et de pignons de pins de Corée. En période de pénurie, en plus des myrtilles et des noix, ils capturent des larves, des fourmis foreuses et des racines de lys. Au début de l'été, ils retirent l'écorce des sapins et se nourrissent de leur cambium et de leur sève[réf. nécessaire]. Ils mangent également des baies de chèvrefeuille, d'if, de vigne d'Amour et  de nerprun. Dans le sud de Sakhaline, leur régime estival est composé de groseilles et de baies d'aronia. En août dans la partie centrale de l'île, les poissons représentent 28% de leur alimentation.
À Hokkaido, l'ours brun a un régime alimentaire comprenant de petits et grands mammifères, des poissons, des oiseaux et des insectes tels que des fourmis. L'augmentation récente de la taille et du poids des ours, atteignant 400 kg, jusqu'à 450-550 kg, a pour cause l'alimentation dans les cultures.

### Interactions avec les tigres

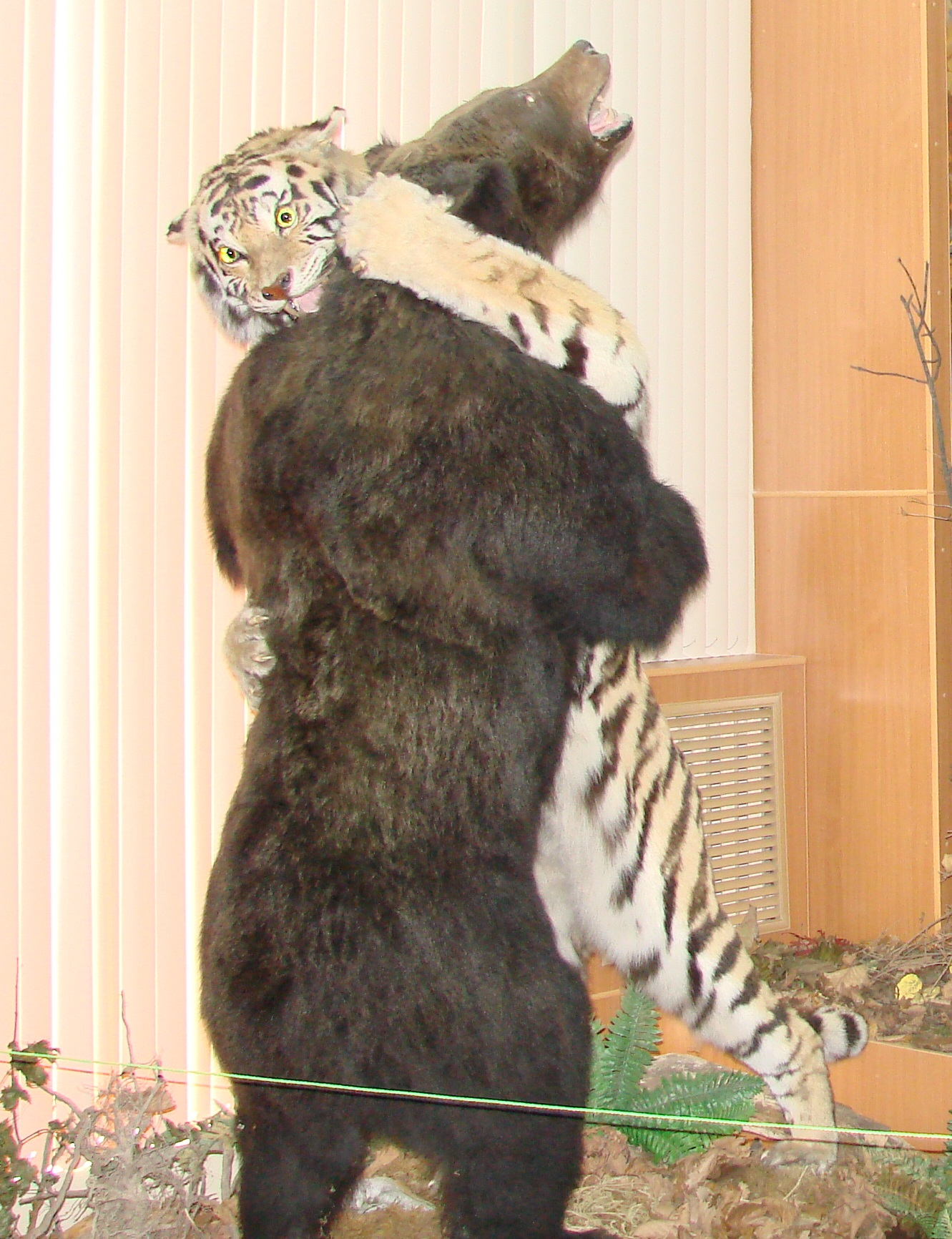
Exposition de taxidermie représentant un ours brun combattant un tigre de Sibérie, Musée de Vladivostok.

Les ours bruns de l'Oussouri sont parfois la proie de tigres de Sibérie et constituent environ 1% de leur alimentation (et jusqu'à 18,5% avec les ours noirs d'Asie dans des cas très particuliers),. Lorsqu'ils s'attaquent aux ours, les tigres ciblent régulièrement les jeunes, mais les ourses adultes peuvent être également capturées à l'extérieur de leur tanière,,. Les tigres de Sibérie attaquent le plus souvent les ours bruns en hiver dans leur hibernacle. Les ours bruns sont pour les tigres une proie plus fréquente que les ours noirs, à cause de leur habitude à vivre dans des espaces plus ouverts et de leur incapacité à grimper aux arbres. Lors de la chasse à l'ours, les tigres se positionnent du côté sous le vent d'un rocher ou d'un arbre tombé, en attendant que l'ours passe. Lorsque l'ours passe, le tigre saute depuis une position élevée et saisit l'ours sous le menton avec une patte avant et la gorge avec l'autre. L'ours immobilisé est ensuite tué par une morsure à la colonne vertébrale. Après avoir tué un ours, le tigre concentre son alimentation sur les dépôts graisseux de l'ours, tels que le dos, les pattes et l'aine. Les attaques de tigres sur des ours ont tendance à se produire lorsque les populations d'ongulés diminuent. De 1944 à 1959, plus de 32 cas de tigres attaquant des ours ont été enregistrés en Extrême-Orient russe. Au cours de la même période, quatre cas d'ours bruns tuant des tigres femelles et jeunes ont été signalés, lors de conflits sur des proies et/ou en légitime défense,,. Gepnter et al. (1972) ont déclaré que les ours ont généralement peur des tigres et changent de trajectoire après avoir traversé des sentiers de tigres. Au cours des hivers de 1970 à 1973, Yudakov et Nikolaev ont enregistré un cas d'ours brun ne montrant aucune crainte des tigres et un autre cas d'ours brun changeant de chemin en traversant des traces de tigres ,,. Les gros ours bruns peuvent en fait bénéficier de la présence du tigre, en s'appropriant les proies abandonnées par ces derniers, que les ours ne sont pas toujours capables de chasser. Au cours de recherches télémétriques dans la zone protégée de Sikhote-Alin, 44 affrontements directs entre les deux prédateurs ont été observés, dans lesquels des ours ont été tués dans 22 cas et des tigres dans 12 cas.

## Répartition et statut

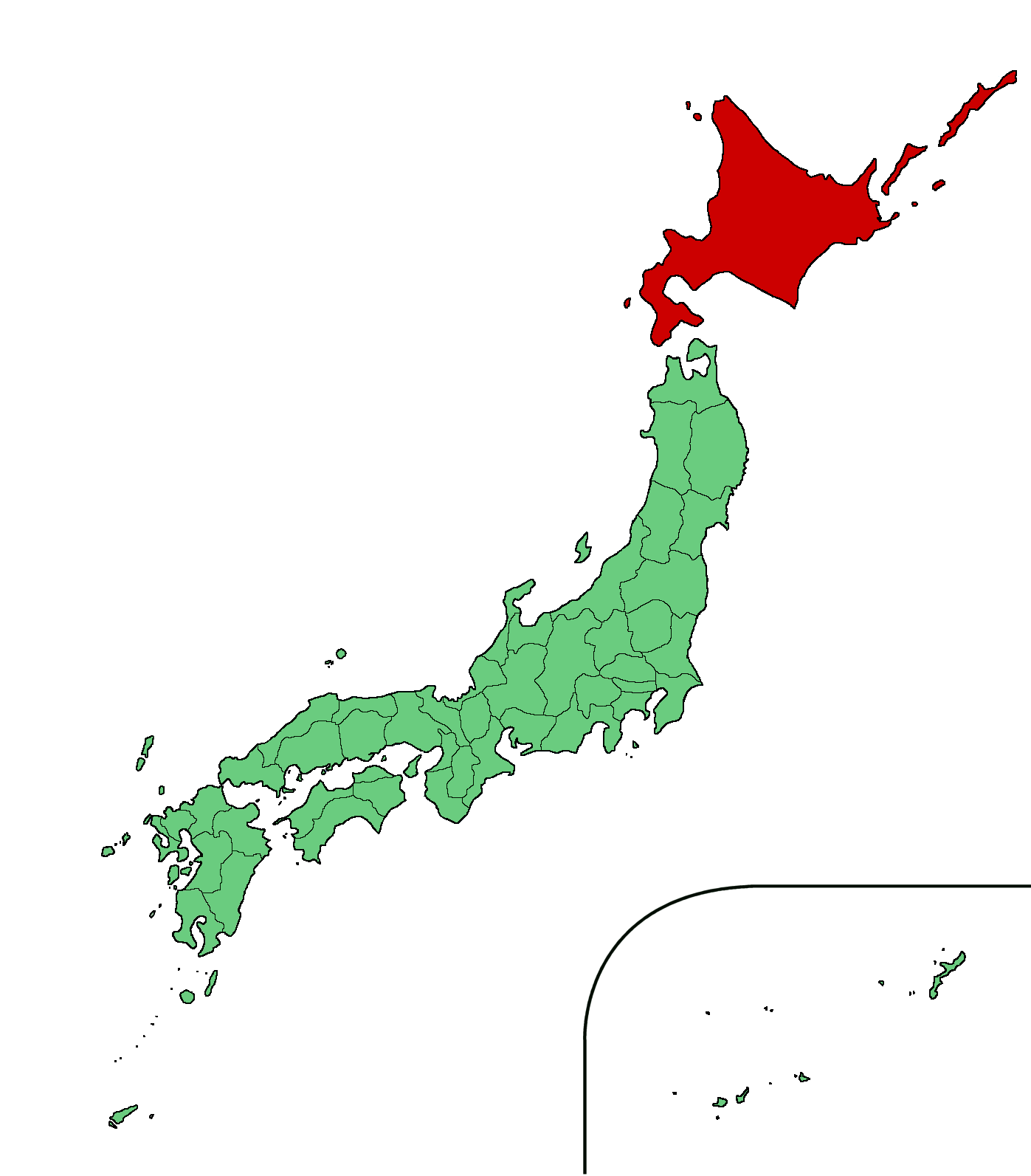
Lieux de présence historiques (en rouge foncé) adjacents à l'archipel japonais.

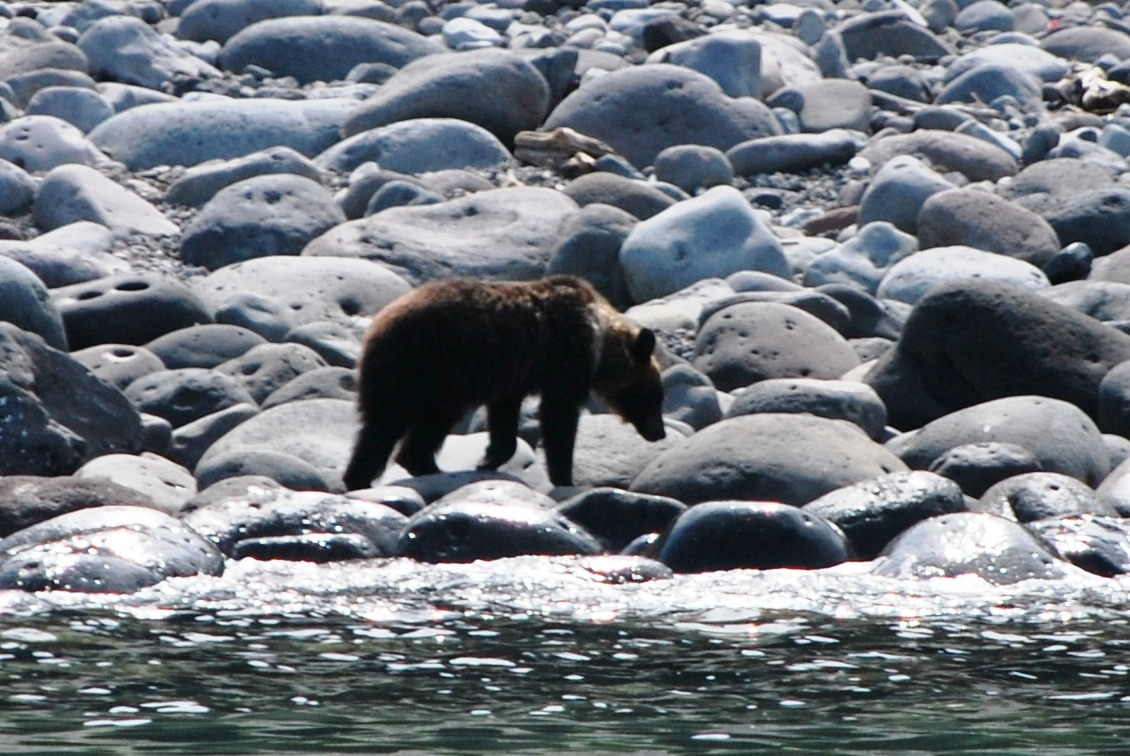
Ours marchant sur la péninsule de Shiretoko.

Cet ours brun est présent dans le kraï de l'Oussouri, de Sakhaline, l'oblast d'Amour, vers le nord jusqu'aux îles Shantar, l'île Iturup, le nord-est de la Chine, la péninsule coréenne, Hokkaidō et l'île Kunashiri. Jusqu'au XIIIe siècle, les ours habitaient les îles de Rebun et Rishiri, ayant traversé le détroit de La Pérouse pour les atteindre. Ils étaient également présents sur Honshu au cours de la dernière période glaciaire, mais ont peut-être été menés à l'extinction soit en concurrençant les ours noirs d'Asie soit par la perte d'habitat due au changement climatique. Il existe trois groupes génétiques, distincts depuis au moins 3 millions d'années, qui ont atteint Hokkaido via Honshu à différents moments,.
Environ 500 à 1 500 ours bruns de l'Oussouri sont présents dans le Heilongjiang et sont classés comme une espèce vulnérable[Quand ?]. La chasse et la capture illégales sont devenues un facteur très sérieux contribuant à la baisse du nombre d'ours, car leurs parties du corps ont une valeur économique élevée.
Cinq sous-populations régionales d'ours bruns de l'Oussouri sont maintenant reconnues à Hokkaido. Parmi celles-ci, la petite taille et l'isolement de la sous-population occidentale d'Ishikari ont justifié son inscription en tant qu'espèce en danger dans la liste rouge du Japon. On pense que 90 à 152 ours bruns vivent dans la région d'Ishikari Ouest et de 84 à 135 dans les montagnes Teshio-Mashike[Quand ?]. Leur habitat a été sévèrement perturbé par les activités humaines, en particulier les pratiques forestières et la construction de routes. Une récolte excessive est également un facteur majeur de limitation de leur population. En 2015, la Division de la biodiversité du gouvernement d'Hokkaido a estimé la population à 10 600 ours. En date de 2023, elle est estimée à 11 700,  Sur l'exercice annuel 2021/22 (clos le 31 mars 2022), 1 056 ours ont été abattus à Hokkaido, un record depuis des décennies.
En Russie, l'ours brun de l'Oussouri est considéré comme un gibier, bien qu'il ne soit pas aussi souvent chassé que l'ours brun eurasien.
En Corée, quelques-uns de ces ours n'existent toujours que dans le Nord, où cet ours est officiellement reconnu comme monument naturel par le gouvernement. Traditionnellement appelé Ku'n Gom (Grand ours), alors que les ours noirs sont appelés Gom (Ours), l'ours brun de l'Oussouri a disparu il y a plusieurs années de la Corée du Sud à cause du braconnage principalement. En Corée du Nord, il existe deux principales zones de population d'ours bruns : la province de Ja Gang et les montagnes Ham Kyo'ng. Ceux de la province de JaGang sont appelés RyongLim Ku'n Gom (gros ours RyongLim) et ils sont répertoriés comme Monument Naturel No.124 de Corée du Nord. Les autres des montagnes Hamkyo'ng sont appelés GwanMoBong Ku'n Gom (grands ours GwanMo Peak) et ils sont répertoriés comme monument naturel n° 330 de Corée du Nord. Les ours bruns de Corée du Nord vivent principalement autour des sommets. Leur taille moyenne varie de 150 à 250 kg pour les ours Ryonglim trouvés dans la zone au sud du mont Injeba'k, jusqu'à en moyenne 500 à 600 kg pour ceux trouvés dans la zone au nord de la montagne Injeba'k.

## Attaques sur des humains
À Hokkaidō, au cours des 57 premières années du 20e siècle, 141 personnes sont mortes d'attaques d'ours et 300 autres ont été blessées. L'incident de l'ours brun de Sankebetsu (三毛別羆事件 (Sankebetsu Higuma jiken)) , qui s'est produit en décembre 1915 à Sankei dans le district de Sankebetsu, a été la pire attaque d'ours de l'histoire du Japon et a fait sept morts et trois blessés. L'auteur était un ours de 380 kg et de 2,7 m de haut, qui a attaqué deux fois le village de Tomamae, retournant dans la région la nuit après sa première attaque lors de la veillée préfunérale pour les premières victimes. L'incident est souvent mentionné dans les incidents d'ours japonais modernes et serait responsable de la perception japonaise des ours comme mangeurs d'hommes.
De 1962 à 2008, il y a eu 86 attaques et 33 décès d'ours à Hokkaido.

## L'ours de l'Oussouri dans la culture

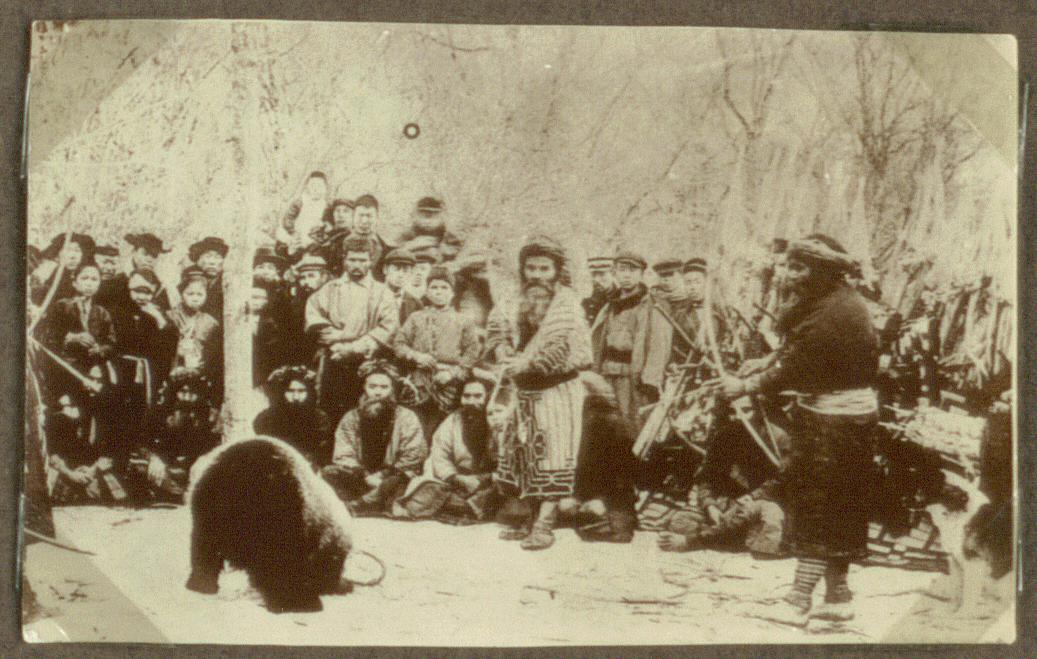
Ours brun de l'Oussouri prêt à être sacrifié.

Le peuple Ainu adore l'ours brun, mange sa chair et boit son sang dans le cadre d'une fête religieuse connue sous le nom d'Iyomante[réf. nécessaire].